# پونتونه، بینتینا
پونتونه (به ایتالیایی: Puntone) یک منطقهٔ مسکونی در ایتالیا است که در بینتینا واقع شده‌است. پونتونه ۲۱۳ نفر جمعیت دارد و ۸ متر بالاتر از سطح دریا واقع شده‌است.